# Trichoniscoides leydigi
Trichoniscoides leydigi is een pissebed uit de familie Trichoniscidae. De wetenschappelijke naam van de soort is voor het eerst geldig gepubliceerd in 1880 door Weber.